# Aatzin
 Aatzin  ou Ahal é um dos quatro personagens tido por mais importantes entre 20 anciãos do Senado do México recordado na língua azteca e nas tradições dos Astecas, e que segundo a tradição do povo Asteca foi o nome de um dos fundadores da actual cidade do México.
Outros nomes que a tradição também considera serem fundadores da Cidade do México:
- Tenoch
- Atzin
- Acacitli
- Ahuxoti
- Ocelopan
- Xomimeti
- Xiuhacac